# Systole minima
Systole minima är en stekelart som beskrevs av Zerova och Cam 2003. Systole minima ingår i släktet Systole och familjen kragglanssteklar.
Artens utbredningsområde är Turkiet. Inga underarter finns listade i Catalogue of Life.